# Diederichsstein

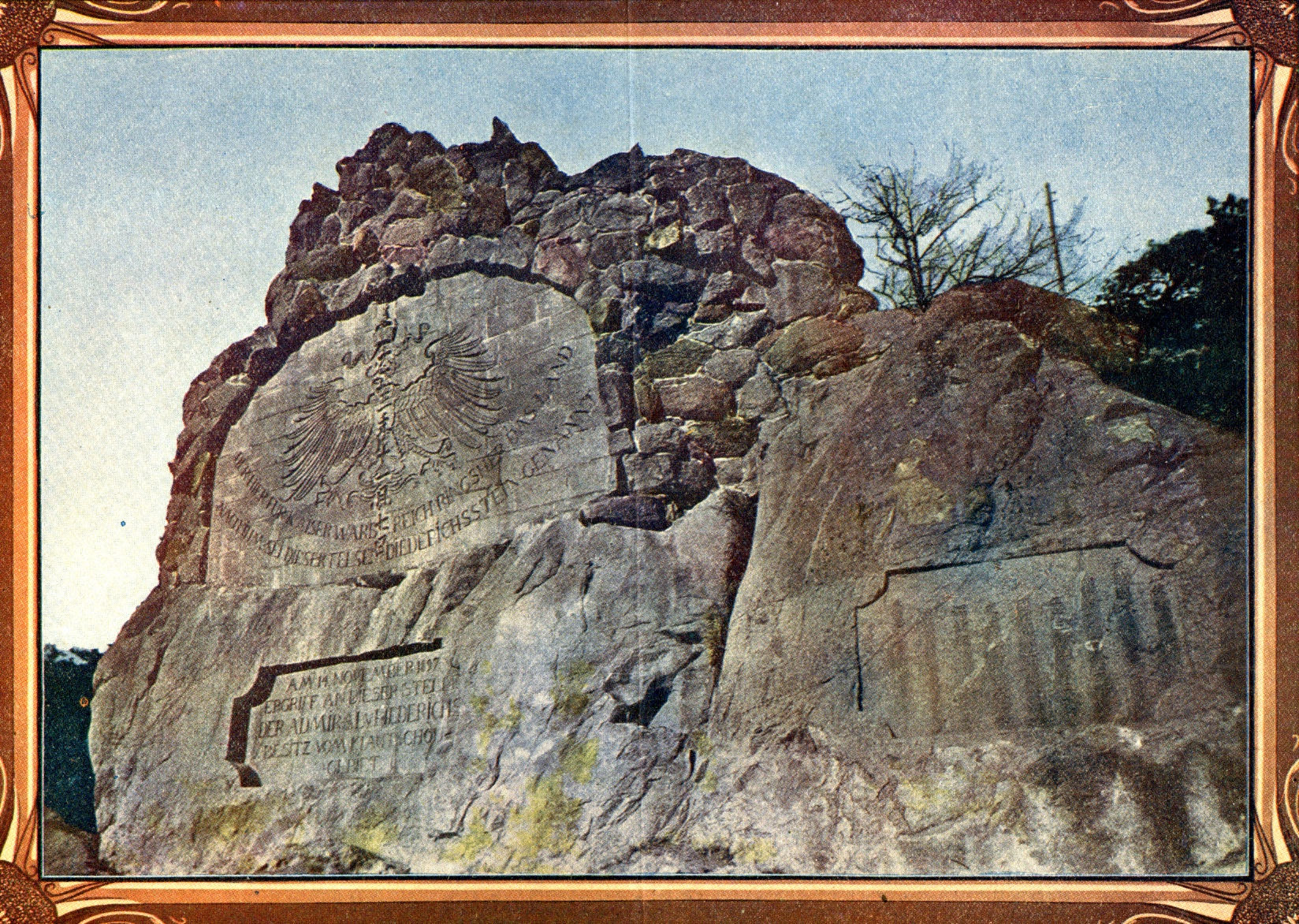
Denkmal Diederichsstein am Diederichsberg in „Tsingtau“.
Abbildung von 1918 mit japanischer Inschrift senkrecht über dem Wappenadler

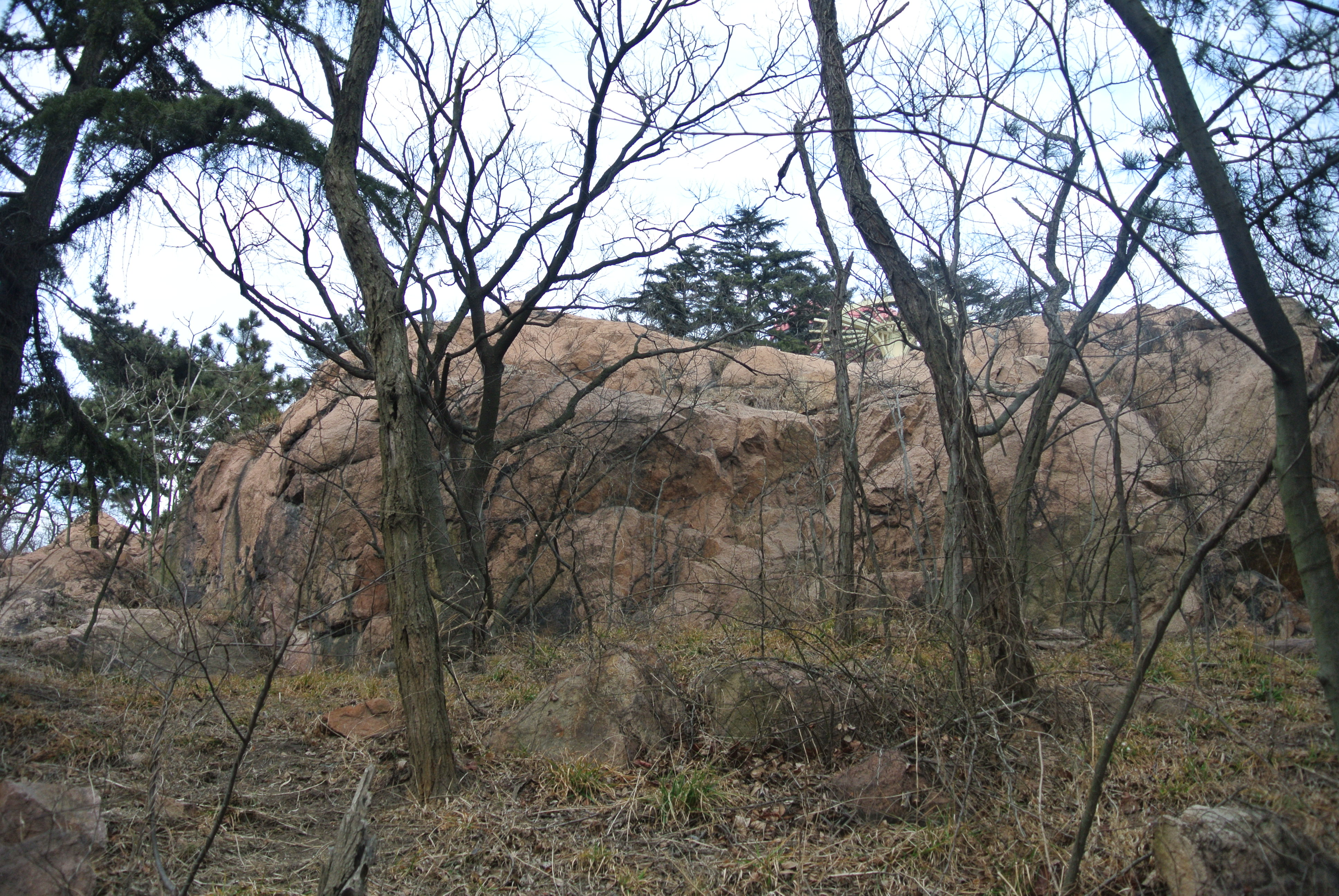
Bild der Situation 2015 am Ort des ehemaligen Denkmals.

Der Diederichsstein (englisch Diederichs’s stone) war ein Denkmal in Tsingtau, das Otto von Diederichs und der Besetzung von Kiautschou am 14. November 1897 gewidmet wurde. Zum Jahrestag der Besetzung wurde es am 21. November 1898 von Prinz Heinrich von Preußen eingeweiht. Auf dem Denkmal wurde eine Inschrift mit folgendem Text angebracht: „Der hier für Kaiser warb und Reich ringsher das Land, nach ihm sei dieser Felsen Diederichsstein genannt.“ Das Denkmal befand sich auf halber Höhe des Signalbergs (Xinhaoshan, während der deutschen Herrschaft offiziell Diederichsberg genannt), auf dem die örtliche Funkstation eingerichtet war. Nach der Japanischen Besetzung Tsingtaus wurde die Gedenktafel zunächst mit einer japanischen Inschrift („November im Dritten Jahr der Taishō-Zeit“) senkrecht über den Wappenadler versehen und vor der Rückgabe Tsingtaus an China am 10. Dezember 1922 in ein Militärmuseum nach Tokio gebracht. Am 16. März 2008 wurden von lokalen Heimatforschern Fragmente des Denkmals wiederentdeckt. Nachfolgend wurden weitere Forschungen zur Historie angestrengt.

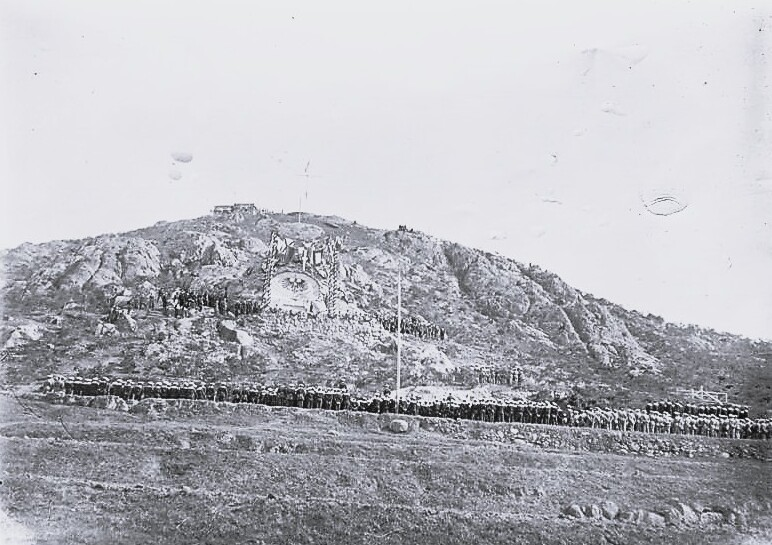
Einweihung des Diederichssteins, 21. November 1898
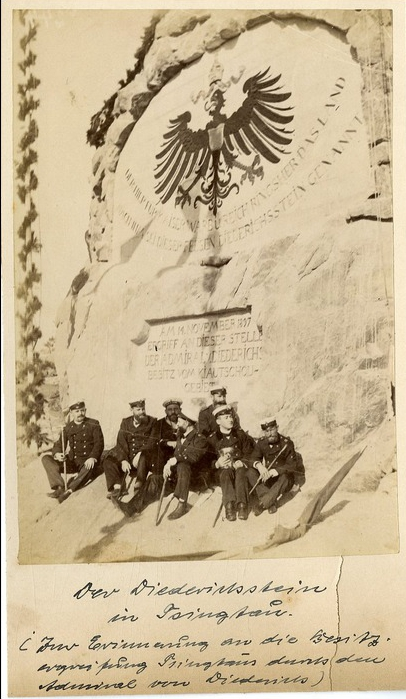
Diederichsstein nach der Einweihung
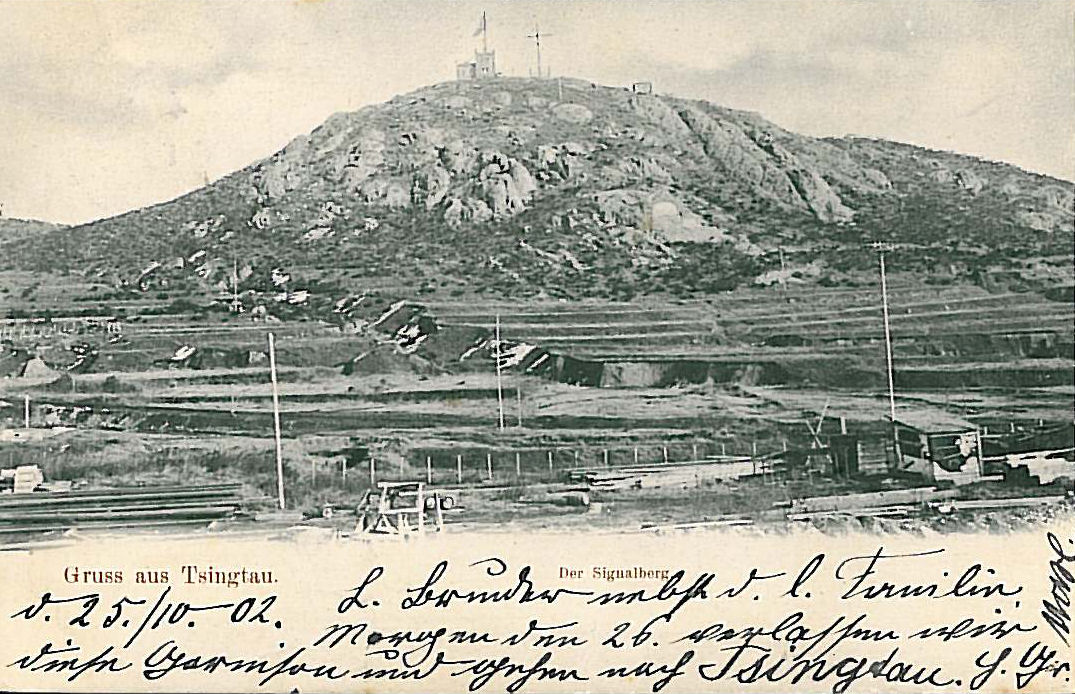
Signalberg mit Denkmal und Turm – Ansicht NWW-Bergseite, 1902
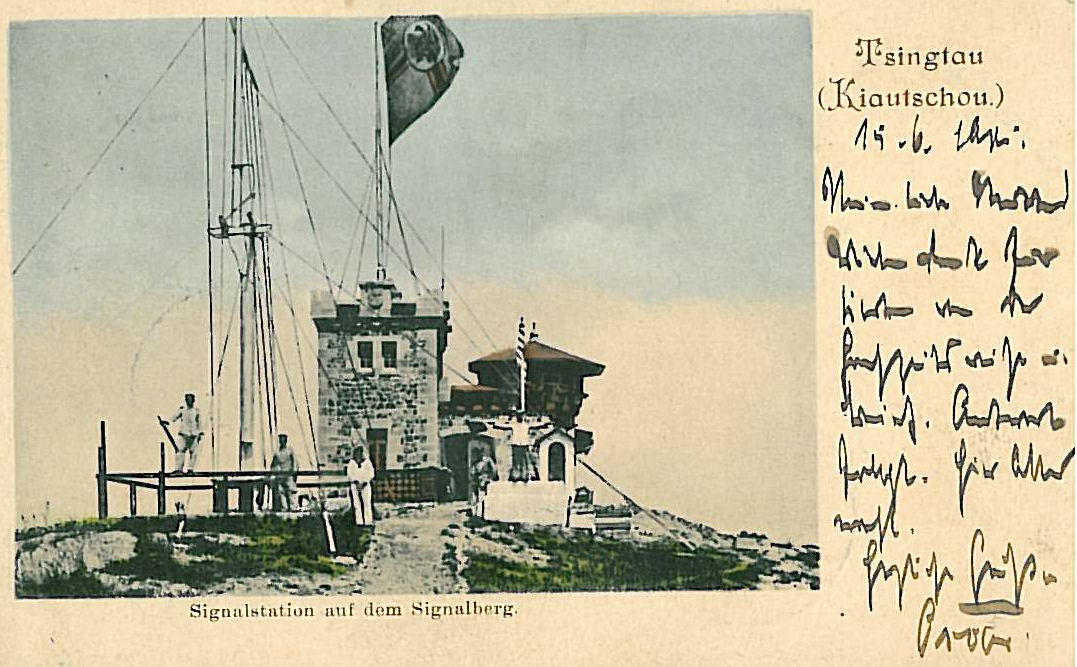
Signalstation auf dem Diederichsberg oberhalb des Denkmals, 1901

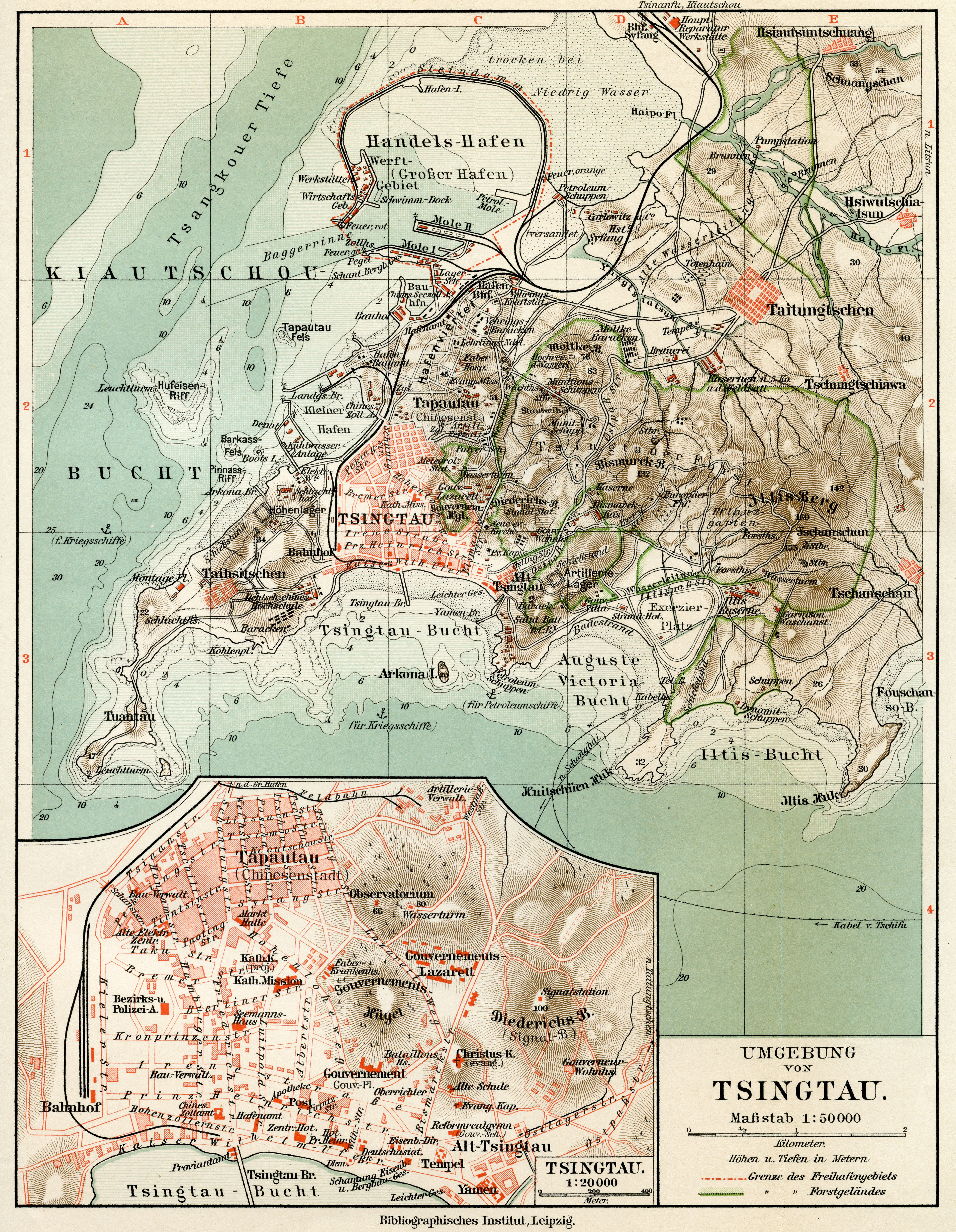
Signalberg auf historischem Kartenausschnitt: Tsingtau, 1912, Maßstab 1:20000
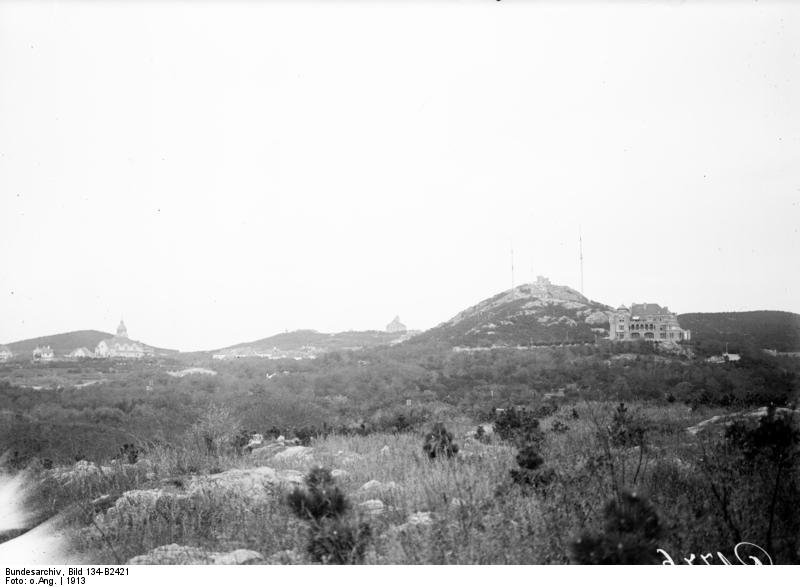
Diederichsberg mit Wohnhaus des Gouverneurs, Ansicht der südlichen Bergseite, 1913
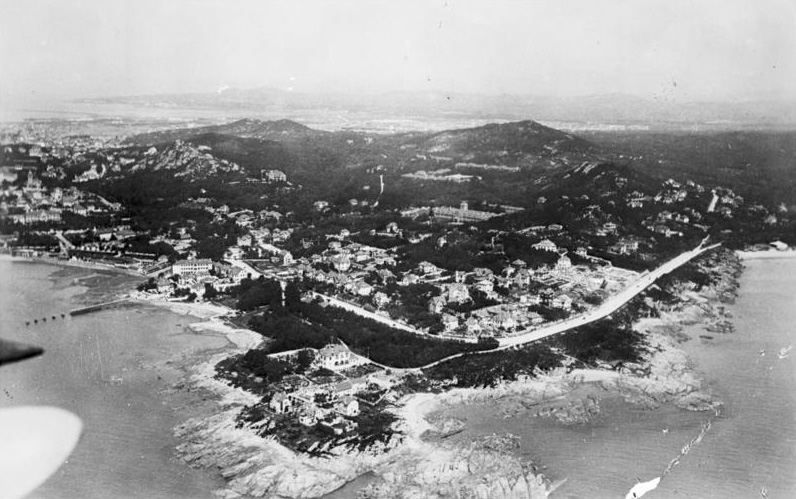
Luftbild Tsingtau, Teilansicht in den 1930er Jahren
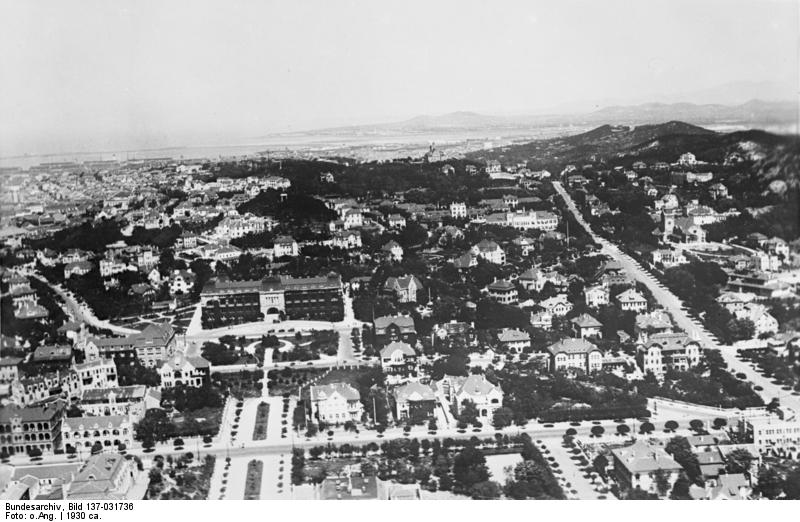
Luftbild Tsingtau, Teilansicht in den 1930er Jahren